# Autostrada A16 (Niemcy)
Autostrada A16 (niem. Bundesautobahn 16 (BAB 16) także Autobahn 16 (A16)) – nigdy nie wybudowana autostrada w Niemczech. Była planowana jako połączenie relacji Lipsk–Torgau–Elsterwerda–Hoyerswerda–Weißwasser i dalej miała przekraczać granicę polsko-niemiecką w pobliżu Żar. Zgodnie z planami A16 miała mieć około 165 km długości.

## Planowane węzły z innymi autostradami
| Nazwa węzła        | Autostrady | Uwagi                                      |
| ------------------ | ---------- | ------------------------------------------ |
| Dreieck Parthenaue | A14        | obecnie na węźle krzyżują się A14 i A38    |
| Kreuz Ruhland      | A13        | –                                          |
| Kreuz Weißwasser   | A18        | autostrada A18 nigdy nie została zbudowana |